# Gobierno de concejo municipal
El gobierno de concejo municipal (en inglés: City commission government) es una forma de gobierno local en los Estados Unidos. En un gobierno de concejo municipal, el electorado elige un concejo pequeño, típicamente de cinco a siete miembros, a base de un escrutinio mayoritario plurinominal. 
Estos concejiles constituyen el cuerpo legislativo de la municipalidad y, como grupo, son responsables de impuestos, apropiaciones, ordenanzas, y otras funciones generales. Concejiles individuales también son asignados responsabilidad ejecutiva para un aspecto concreto de asuntos municipales, como obras públicas, finanza, o seguridad pública. De esta manera, esta forma de gobierno combina las funciones de los ramos legislativo y ejecutivo en un mismo cuerpo. 
Un concejil podrá ser designado con la función de presidente o alcalde, mas esta es en gran parte una designación procedural, honorífica o ceremonial y típicamente no implica poderes aparte de los ejercidos por los otros concejiles. Presidir las reuniones es la función principal. Tal "alcalde" es en muchas maneras similar al presente en la forma de gobierno alcalde-concejo con "alcalde débil", pero este es, usualmente, sin una elección directa para tal puesto. Si existen municipalidades con esta forma de gobierno que si tienen un alcalde elegido directamente como en Portland, Oregón.

## Historia
Esta forma del gobierno originó en Galveston, Texas como respuesta al huracán de Galveston de 1900, principalmente por la necesidad de apoyo extra en ciertas áreas. Después de ser probada y confirmada su constitucionalidad, esta forma de gobierno rápidamente se volvió popular en el estado de Texas y se proliferó a otras partes de los Estados Unidos. 
Des Moines, Iowa fue la primera ciudad que adoptó esta forma fuera de Texas.
De las 30 ciudades más pobladas en los Estados Unidos, Portland, Oregón es la ciudad única con un gobierno de concejo municipal. Una medida para cambiar a la forma de gobierno de gerencia municipal fue derrotada (76%-24%) en las votaciones de mayo de 2007.
Como una forma, el gobierno de concejo en una vez era común, pero en gran parte ha sido suplantada cuando muchas ciudades que una vez la utilizó desde entonces ha cambiado a la forma de gerente municipal. Proponentes de la forma de gerente municipal consideran al concejo como un predecesor, no una alternativa, a la forma de gerente municipal. La forma de gerente municipal se desarrolló, al menos en parte, como una respuesta a las limitaciones percibidas en la forma de concejo municipal. En la forma de gerente municipal, el concejo electo ejerce el poder legislativo de la municipalidad y apunta a un gerente que ejerce el poder ejecutivo; por tanto, los poderes ejecutivos, divididos entre los concejiles en la forma de concejo municipal, son concentrados en el gerente que delega la responsabilidad a los encargados de departamento y otros miembros del personal. Ela forma de gerente municipal se convirtió en la alternativa preferida para reforma progresista y, después de la Primera Guerra Mundial, muy pocas ciudades adoptaron la forma de concejo municipal y muchas ciudades utilizando el plan de concejo cambiaron a la forma de gerente municipal. El mismo Galveston cambió de forma en 1960.